# Vinterriket
Vinterriket (no, und sv. ‚Winterreich‘) ist ein Musikprojekt des deutschen Musikers Christoph Ziegler.

## Geschichte
Das Projekt wurde 1996 gegründet, damalige Aufnahmen blieben unveröffentlicht. Die erste Demoaufnahme mit dem norwegischen Titel … Gjennom takete skogen wurde 2000 veröffentlicht. Seitdem veröffentlichte Vinterriket insgesamt sechs Demos, zwölf Alben, elf EPs, 18 Split-Alben und 13 Zusammenstellungen, teilweise in Kleinstauflagen.

## Musikstil und Texte
Während auf den ersten Demo-Alben noch einige black-metal-beeinflusste Stücke vorkamen, sind die heutigen Werke dem Dark-Ambient-Genre zuzuordnen. Die Musik wird als „kahl“ und minimalistisch beschrieben, außerdem als leblos und veränderungslos (wobei jedes Vinterriket-Album eine leicht andere Definition der Verzweiflung biete), was durch die klare Produktion verstärkt werde. Der Gesang variiert zwischen Flüstern, Kreischen und klarem Gesang, die meisten der neueren Stücke sind jedoch instrumental. Kritisiert wurde die Ähnlichkeit vieler Lieder. Die Texte handeln meist von Dunkelheit, Natur, Winter und Einsamkeit, also Themen der Romantik; allerdings vermeidet Ziegler „die stilisierte Idee der Winterlandschaft als etwas schönes“, wie sie in der Romantik anzutreffen ist, und fängt laut Rob von Lurker’s Path „das überwältigende Gefühl von kahler Leblosigkeit ein“. Ziegler gibt die Natur als einzige Inspirationsquelle für seine Texte an. Mit Religion hat er nach eigener Aussage „soviel zu tun wie der Papst mit Black Metal“; diese sei „etwas für schwache Menschen, die nicht in der Lage sind, Ihr Leben selber zu meistern und die sich an irgendwelche fiktiven Götter oder was der Geier was krallen“. Auch den Satanismus lehnt er ab und führt den Begriff auf das Christentum zurück.

### Nebenprojekte
Ziegler war zudem kurzzeitiges Mitglied der Band Graven und betreibt seit 2006 das Martial-Industrial-Projekt Atomtrakt (mit dem er den Einklang zu Cirith Gorgors Album Firestorm Apocalypse – Tomorrow Shall Know the Blackest Dawn einspielte). Sein zweites Projekt Nebelkorona entstand bereits 2004 und ist dem Dark-Ambient-Umfeld zuzurechnen. 2009 begründete Ziegler zudem die schwäbische Neofolk-Gruppe Dânnâgôischd. Daneben schloss er sich den Projekten Sturmpercht (als „Waldwuz“) und Fräkmündt (als „Chregu“) an. Gemeinsam mit Anna Murphy bestand 2011 kurzfristig ein elektronisches Projekt namens Thrubyred.

## Diskografie
Demos
- 2000: …Gjennom Tåkete Skogen (CD/MC, Neodawn Productions)
- 2001: Stürme der letzten Stille (MC, Neodawn Productions)
- 2002: Fragmente eines Schattens (MC, Neodawn Productions)
- 2002: …im Herbst (CD, Neodawn Productions)
- 2002: …im Winter (CD, Neodawn Productions)
- 2006: ...Durch Neblige Wälder (MC, Bloodhead Production)

Studioalben
- 2002: …und die Nacht kam Schweren Schrittes (CD, Regimental Records; MC, Stygian Shadows Productions)
- 2003: Winterschatten (CD/3x7"-Vinyl, Ketzer Records; MC, Graf Records)
- 2004: Landschaften Ewiger Einsamkeit (CD, Ketzer Records; MC, Bloodhead Production)
- 2005: Der letzte Winter…der Ewigkeit entgegen (CD, Flood The Earth; MC, Bloodhead Production)
- 2006: Lichtschleier (CD, Flood The Earth; MC, Eisenwald Tonschmiede)
- 2008: Gebirgshöhenstille (CD, Displeased Records)
- 2008: Zeit-Los:Laut-los (CD, Bad Mood Man Music; MC, Titanwoods Productions)
- 2009: Horizontmelancholie (CD, Heimatfolk; MC, Titanwoods Productions)
- 2011: Grauweiss (DVD, Aphelion Productions)
- 2012: Garðarshólmur (CD, Eigenvertrieb) Wiederveröffentlichung 2016 via Aphelion Productions.
- 2013: Entlegen (CD, Heimatfolk)
- 2015: Hinweg (CD, Kunsthauch)
- 2019: Nachtfülle (CD, Aphelion Productions)

EPs
- 2001: Det Svake Lys (7"-Vinyl, Noise, Filth & Fury Productions)
- 2002: Herbstnebel (7"-Vinyl, Neodawn Productions)
- 2002: Kälte (CD, Neodawn Productions)
- 2003: Von Eiskristallen... und dem ewigen Chaos (12"-Vinyl, Neodawn Productions; CD, Desolate Landscapes)
- 2004: Aura (7"-Vinyl, Ketzer Records)
- 2004: Im ambivalenten Zwielicht der Dunkelheit (7"-Vinyl, Westwall)
- 2008: Eiszwielicht (CD, Aphelion Productions)
- 2008: Firntann (CD, Frozen Landscapes Productions)
- 2009: Nachtschwarze Momente (CD, Frozen Landscapes Productions)
- 2010: Nebelfluh (7"-Vinyl, Frozen Landscapes Productions)
- 2010: Zwischen Den Jahren (CD, Sturmklang / Steinklang Industries)

Splits
- 2001: Neodwan Productions Germania (Split-Album mit Necroplasma und Kharon, CD, Neodawn Productions)
- 2001: Vinterriket/Lebzul (Split-Album mit Lebzul, MC, Neodawn Productions)
- 2002: Am Brennenden Nördlichen Firmament/Shadows of the Barren Land (Split-Single mit Northaunt, 7"-Vinyl, Neodawn Productions)
- 2002: Little Blue Planet/Stumme Winternacht (Split-Single mit Manifesto, 7"-Vinyl, Neodawn Productions)
- 2002: Monde ewiger Verdammnis/Out of Range (Split-Single mit Veiled Allusions, 7"-Vinyl, Neodawn Productions)
- 2002: Vinterriket/A Forest (Split-EP mit A Forest, MC, Ordo Obscuri Domini)
- 2002: Orodruin/Vinterriket (Split-EP mit Orodruin, CD, Desolate Landscapes)
- 2002: Vom Echo der Melancholie/Nattens barn (Split-Single mit Fjelltrone, 7"-Vinyl, Neodawn Productions)
- 2003: Schnee/Das Winterreich (Split-Single mit Paysage d’Hiver, 7"-Vinyl, Neodawn Productions)
- 2004: Von Eiskristallen... und dem ewigen Chaos / Riket av evig skogen (Split-EP mit Rikket, CD, Oskorei Music)
- 2004: Landschaften Ewiger Einsamkeit IX/Until Dawn Do Us Part (Split-Single mit Northaunt, CD, Black Metal Mafia Records; 7"-Vinyl, Blackmoon Records)
- 2004: Landschaften Ewiger Einsamkeit - Stille/Nazgul (Split-EP mit Uruk-Hai, MC, Eisenwald Tonschmiede)
- 2005: Northaunt/Vinterriket (Split-EP mit Northaunt, MC, Ravenheart Productions)
- 2005: Vinterriket/Northaunt (Split-Album mit Northaunt, CD, Flood The Earth; MC, Frostscald Records)
- 2005: -2- (Split-EP mit Uruk-hai, CD, Drama Company)
- 2006: Vinterriket/Vannvidd (Split-EP mit Vannvidd, MC, Ars Funebris Records)
- 2006: Ira Deorum Obliviorum (Split-EP mit Uruk-Hai und Nak'Kiga, CD, Old Temple)
- 2007: Vinerriket/Aymrev Erkroz Prevre (Split-EP mit Aymrev Erkroz Prevre, MC, Ars Funebris Records)
- 2010: Nachtschwarze Momente/The Uruk-Hai (Split-EP mit Uruk-Hai, MC, Wulfrune Worxxx)
- 2021: Teufelsspuk und Alpenraunen (Split-Album mit Drudensang, Rauhnåcht und Tannöd, CD, Obscure Abhorrence Productions)

Kompilationen
- 2002: Landschaftsmalerische Klangwelten synthetischer Tonkunst 1996-2002 (CD, Parasitic Records)
- 2002: Finsternis (MC, Arcano Musica; CD, Black Castle Productions)
- 2005: Weisse Nächte des schwarzen Schnees (CD, Drama Company)
- 2006: Retrospektive (CD, Nordsturm Productions; MC, Frostscald Records)
- 2007: Wege in die Vergangenheit (CD, Nordsturm Productions)
- 2007: Berglandschaften 2001-2004 (CD, In the Morning Side Records)
- 2007: Kälte, Schnee und Eis - Rekapitulation der Winterszeit (CD, Bad Mood Man Records)

Kollektionen
- 2005: 7-Zoll-Kollektion 2000-2002 (CD, White Wolf Productions)
- 2005: 7-Zoll-Kollektion 2002 (MC, Eisenwald Tonschmiede)
- 2006: Landschaften ewiger Einsamkeit / Stille (MC, Winterreich Productions)
- 2006: Von Eiskristallen... und dem ewigen Chaos / Das Winterreich (MC, Winterreich Productions)
- 2010: Eiszwielicht / Firntann (MC, Titanwoods Productions)

Beiträge auf Gemeinschaftstonträgern (Auswahl)
- 2002: Am Brennenden Nördlichen Firmament auf Wrath Of Nothing (CD, ISM Recordings)
- 2005: Schwarze Nacht auf Nocternity - Onyx (Limitierte Edition) (LP, Debemur Morti Productions)
- 2005: Schneesturm / Einbruch Der Weisen Dunkelheit auf We Worship…Underground Black Metal Compilation Vol. 1 (2xCD, AMF Productions)
- 2006: Walhall auf …An Homage to Falkenbach Pt. II (CD, Skaldic Art Productions)
- 2007: Landschaften Ewiger Einsamkeit VIII auf New World Order (2xCD, Thonar Records)
- 2011: Landmannalaugar auf Pagan Folk Und Apocalyptic Psychedelia - Kapitel III (CD, Steinklang Industries)